# Barbut verd de Sri Lanka
El barbut verd de Sri Lanka (Psilopogon rubricapillus) és una espècie d'ocell de la família dels megalèmids (Megalaimidae) que habita selva i boscos de Sri Lanka.